# Bruno Vittiglio
Bruno Vittiglio (Ventimiglia, 7 settembre 1941) è un ex ciclista su strada italiano.

## Carriera
Nato nel 1941 a Ventimiglia, in provincia di Imperia, da dilettante ha vinto la Coppa Valle Grana nel 1965 e la Coppa Giuseppe Romita, la Coppa San Geo e la Milano-Busseto nel 1966 con la G.S. Costa Azzurra.
Nel 1967, a 26 anni, è passato professionista con la neonata Germanvox, con la quale ha partecipato nel primo anno al Giro d'Italia, ritirandosi, e alla Milano-Sanremo, arrivando 43º. All'inizio della sua prima stagione da professionista ha ottenuto la sua unica vittoria tra i pro, imponendosi nella 4ª tappa della Tirreno-Adriatico, da Terni a San Benedetto del Tronto.
Dopo un'altra stagione con la stessa squadra, con un altro ritiro al Giro d'Italia e un 21º posto alla Milano-Sanremo, si è ritirato nel 1968, all'età di 27 anni.

## Palmarès
- 1965 (dilettanti)

Coppa Valle Grana
- 1966 (dilettanti)

Coppa Giuseppe Romita
Coppa San Geo
Milano-Busseto
- 1967 (Germanvox, una vittoria)

4ª tappa Tirreno-Adriatico (Terni > San Benedetto del Tronto)

## Piazzamenti

### Grandi Giri
- Giro d'Italia

1967: ritirato
1968: ritirato

### Classiche monumento
- Milano-Sanremo

1967: 43º
1968: 21º